# Rio Piagui
O rio Piagüi é um rio brasileiro do Estado de São Paulo. Nasce no município de Campos do Jordão, na latitude 22º42'45" sul, e longitude 45º25'28" oeste e segue em direção Sudeste do estado de São Paulo, até o rio Paraíba do Sul, entre as cidades de Lorena e Guaratinguetá, próximo a rodovia BR-116.

### Referência
- Mapa Rodoviário do Estado de São Paulo - (2004) - DER